# Scania 3-Серії
Scania 3-ї серії — серія важких вантажівок, що виготовлялись з 1987 по 1996 рік.

## Опис
Їх повна маса становила 17-32 т. На них встановлювалися турбодизелі робочим об'ємом 8,5 л (211—282 к.с.), 11,0 л (310—401 к.с.) і 14,2 л V8 (420—500 к.с.). У наступному році на 14-літровому дизелі вперше в Європі застосували систему електронного вприскування палива — EDS. І не випадково машини цієї серії були відзначені престижним званням найкращої європейської вантажівки 1989 року — «Truck of the Year'89». Проте конструктори не спочивали на лаврах і продовжували удосконалювати автомобіль. В 1990 році на ньому з'являється новаторський турбокомпаундний дизель, який має рекордний ККД — 46 %. В 1991 році з'явилися безкапотні і капотні модифікації з поліпшеною аеродінамікою, і з відповідною назвою — «Streamline» («Обтічний»). Знижений опір повітрю зменшило витрату палива на 4-5 %.

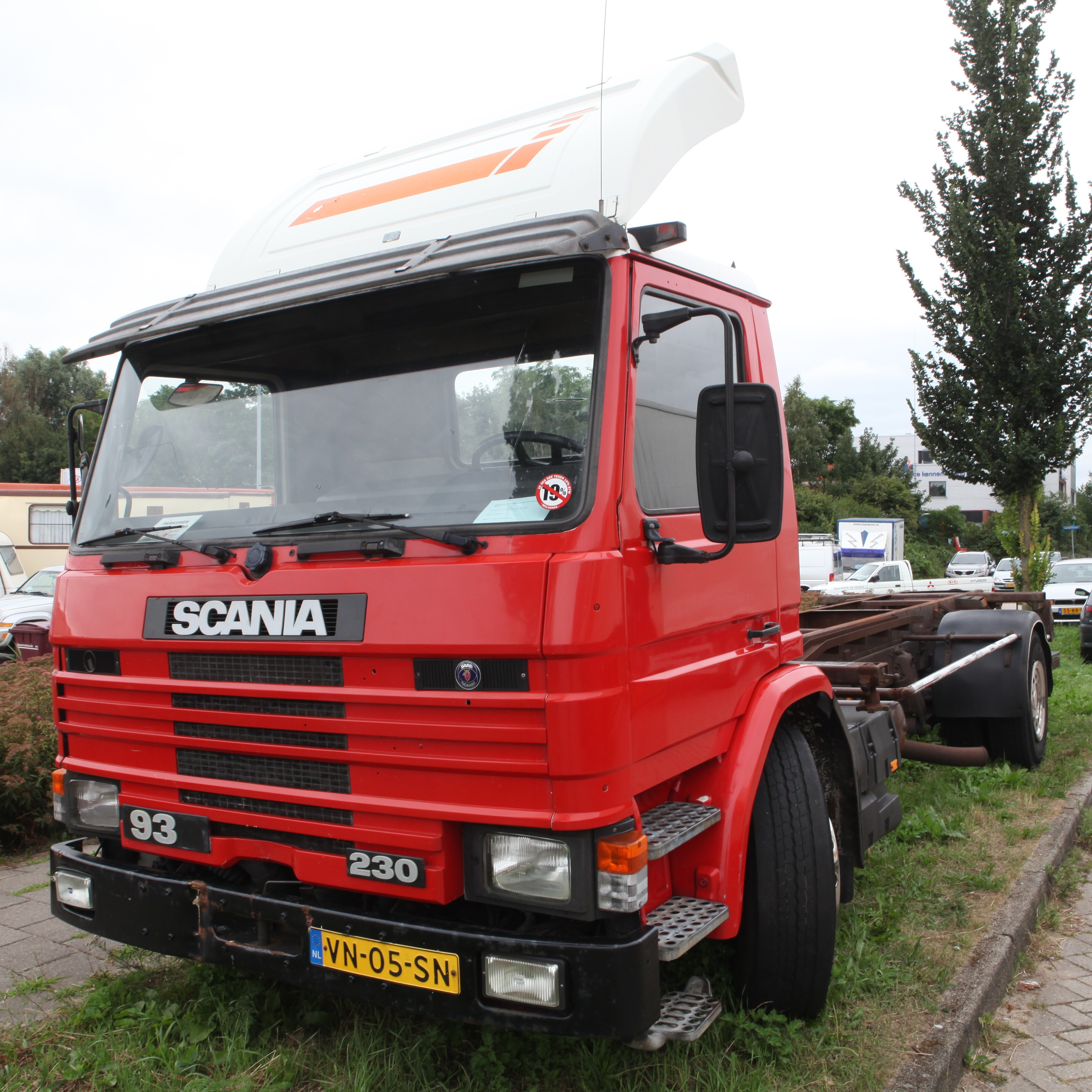
Шасі Scania 93 230
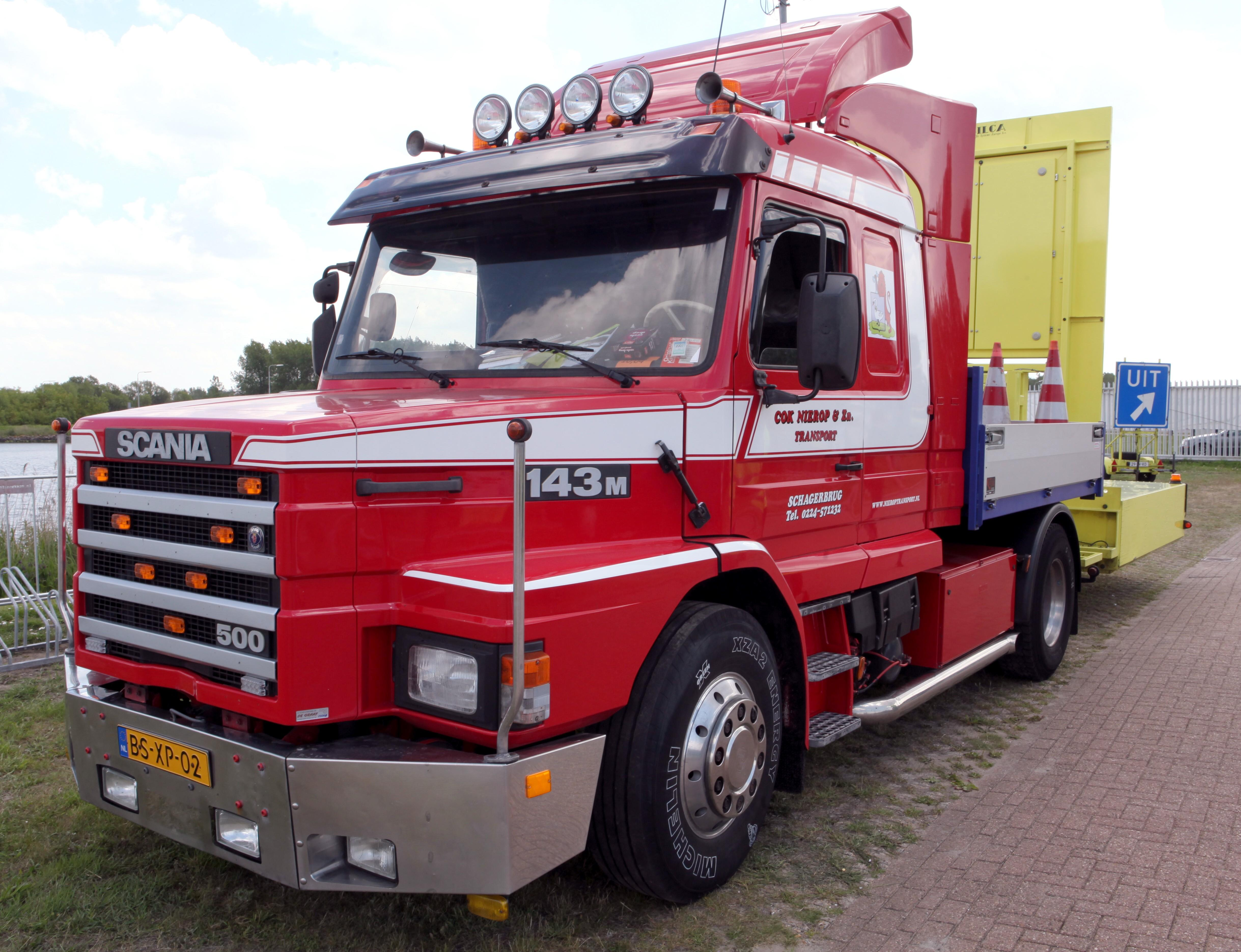
Капотний сідловий тягач Scania 143m 500
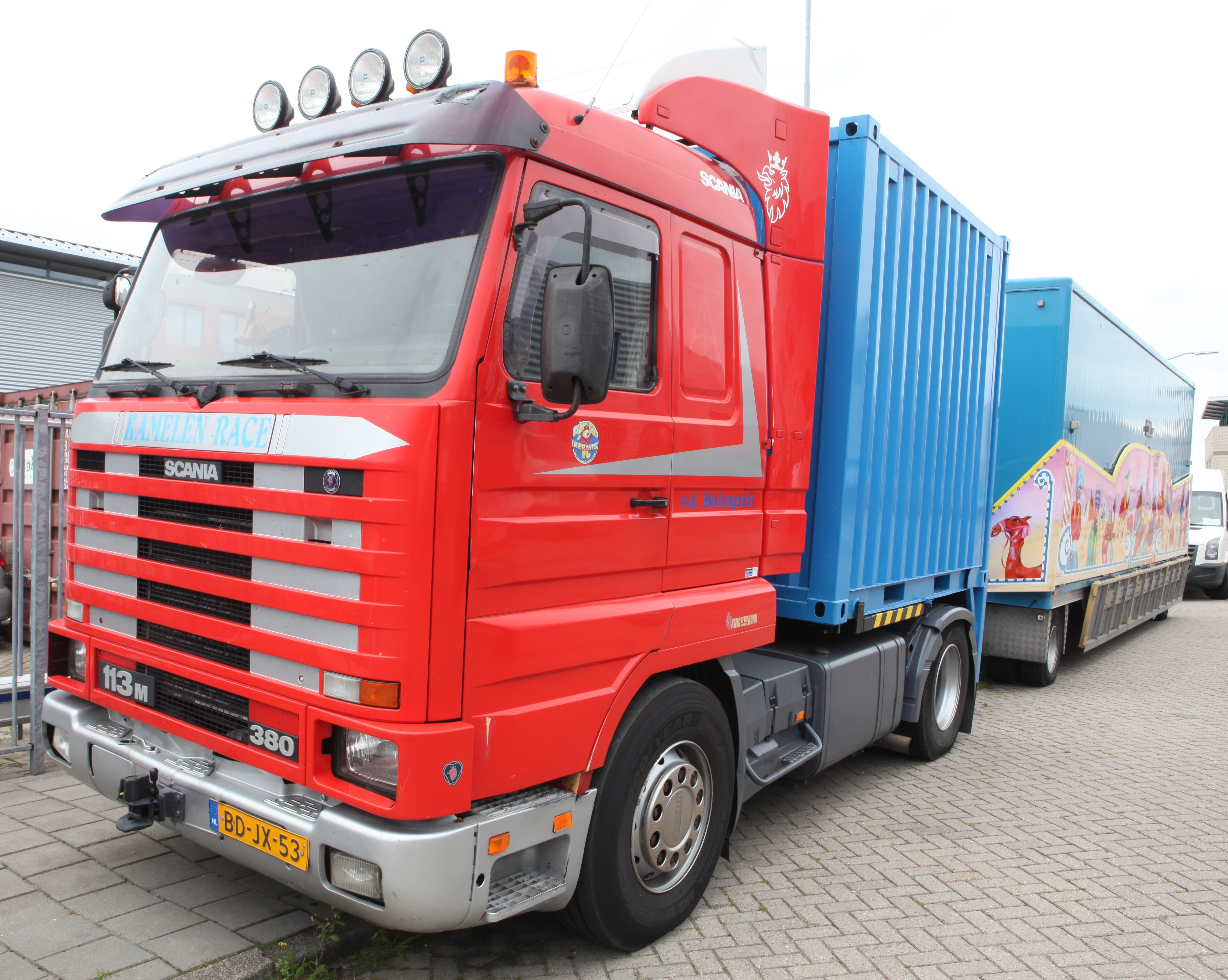
Сідловий тягач Scania 113m 380